# De kleine kameleon
De kleine kameleon is een kunstwerk in Amsterdam Nieuw-West.
Het is eigenlijk een verzameling kunstwerken uit 2008 en 2009, die door de Koerdische kunstenaar Hoshyar Rasheed werd vervaardigd ter gelegenheid vande afronding van een opknapbeurt van het Gerbrandypark. Het Stadsdeel Geuzenveld-Slotermeer had er om gevraagd. De groep kunstvoorwerpen staat rondom het pierenbad, dat ontworpen is door Aldo van Eyck waarin zijn karakteristieke schijven in het water te zien zijn. Naast dit pierenbad zelf is voor wat betreft grootte de toegangspoort het meest in het oog springend. Om het gedeelte van het park waarin het pierenbad ligt te betreden heeft Rasheed een kameleonkop als toegangspoort gemaakt. Die toegang begint al op het nabijgelegen voetpad. Daarin is een lange tong van keramische tegeltjes gelegd die de kinderen als het ware naar het pierenbad lokt. Dat tegelpad/Die tong loopt door tot in de kop van het reptiel, dat van polyester is gemaakt. Kleine kinderen kunnen "via de mond" zonder enig obstakel het pierenbad bereiken. Grotere kinderen en volwassen moeten bukken, een buiging voor het kind zijn, aldus de kunstenaar. De mond van de kameleon is daarbij ook betegeld.
Andere objecten binnen het kunstwerk zijn plastieken die verspreid staan op het tegelveld rondom het badje. Deze in felle kleuren uitgevoerde objecten kunnen tevens dienen tot zitje. In het kunstwerk was ook nog een fontein opgenomen in dezelfde stijl; deze moest het al snel afleggen tegen vandalisme. Verder is er nog een betegelde kunstzuil te zien en een zitbank, die laatste wederom in dezelfde kleuren als de plastieken. Ten slotte is er nog een tegelpad aangelegd, de tegel dragen ontwerpen van kinderen uit de buurt. Alle tegeltjes op het terrein dragen tekeningen van leerlingen van de in de buurt staande scholen. Alle objecten kregen in de loop der jaren met vandalisme en vernieling te maken.
Een deel is gefinancierd door het Amsterdamse Fonds voor de Kunsten. 

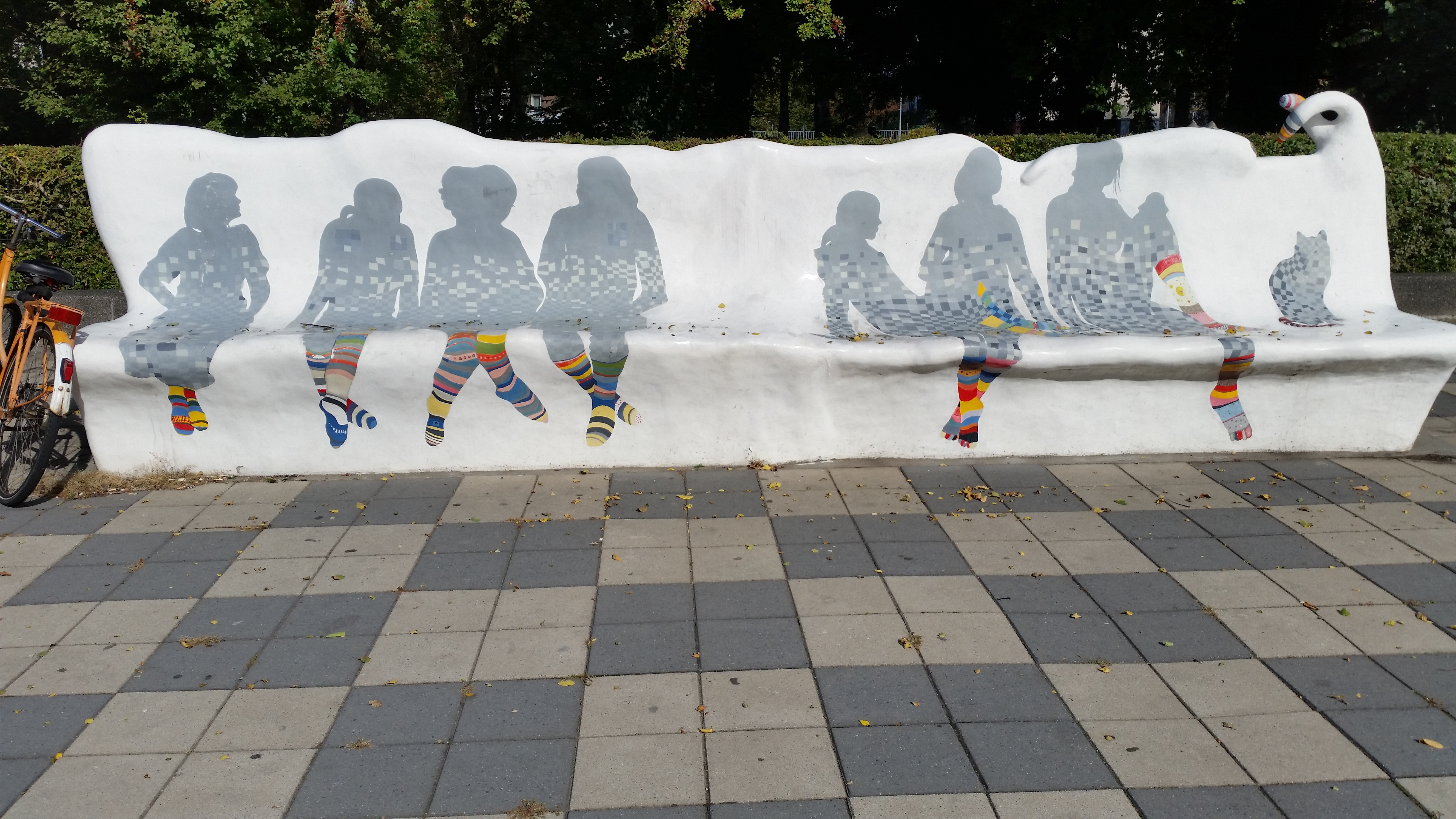
Zitbank (oktober 2018)

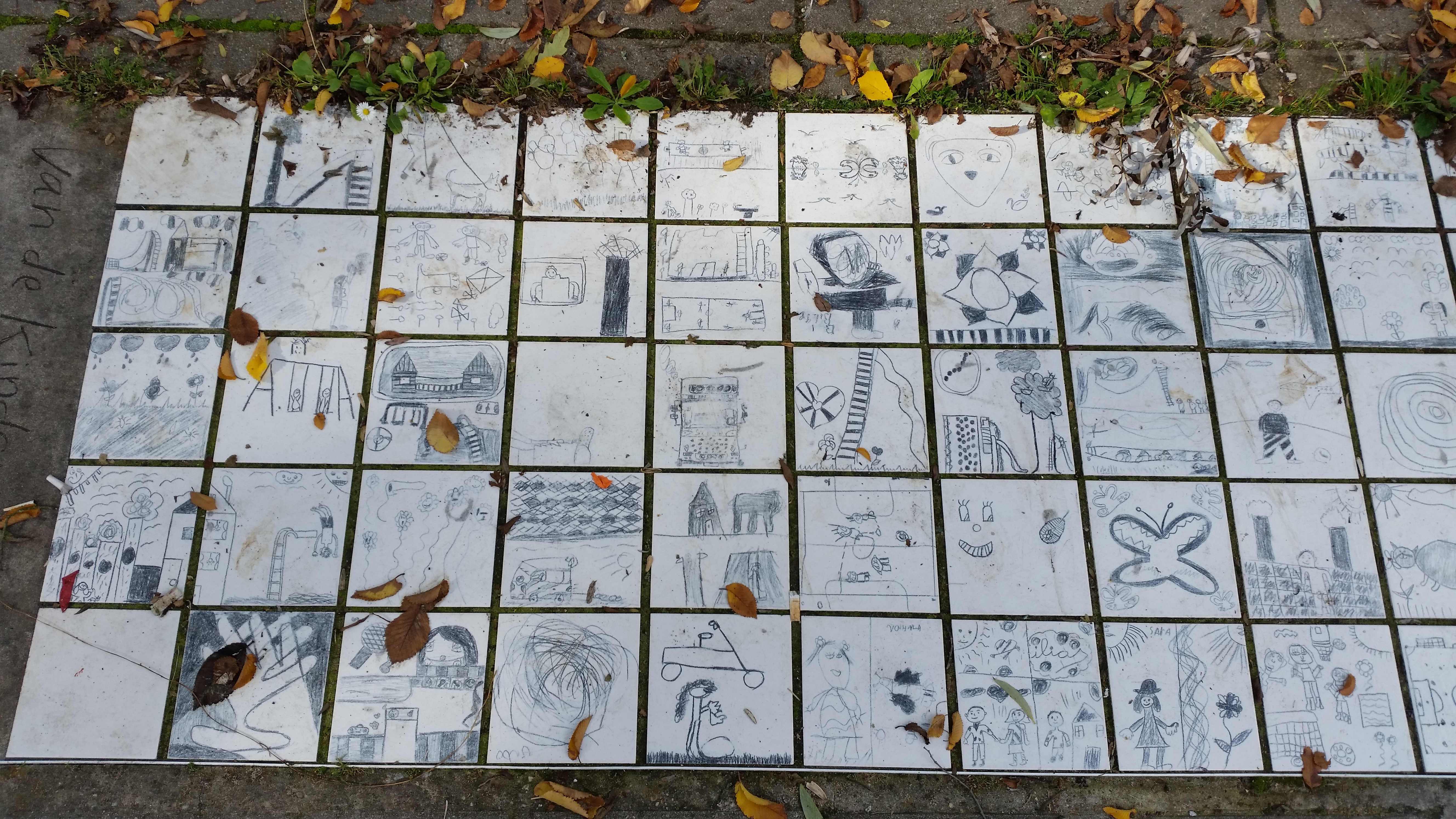
Tegelpad (oktober 2018)